# Zlatnó (Breznóbányai járás)
Zlatnó (szlovákul: Zlatno) Nándorvölgy településrésze Szlovákiában, a Besztercebányai kerületben, a Breznóbányai járásban.

## Fekvése
Breznóbányától 38 km-re keletre, a Garam bal partján, a Havranik- és Zlatnica-patak összefolyásánál fekszik.

## Története
1954-ig Királyhegyalja része volt. A település a 18. század végén egy vashámor mellett keletkezett, amelyhez 1848-ban egy hengerművet is felépítettek. Lakói kohászok voltak.
1954-ben Nándorhuta, Nándorvölgy (Vaľkovňa) és Svabolka (Švábolka) telepekkel kivált Királyhegyalja (Šumiac) községből. Az új község neve Nándorvölgy (Vaľkovňa) lett.

## Külső hivatkozások
- Zlatnó Szlovákia térképén
- Az Alacsony-Tátra turisztikai honlapja